# 500 kilomètres d'Oschersleben FIA GT 2004
Navigation
Édition précédente Édition suivante
Les 500 kilomètres d'Oschersleben FIA GT 2004, disputées le 19 septembre 2004 sur le circuit d'Oschersleben, sont la neuvième manche du championnat FIA GT 2004.

## Course

### Classement de la course
Classement à l'issue de la course (vainqueurs de catégorie en gras), :
| Pos.   | Catégorie | N° | Écurie                                       | Pilotes                                         | Châssis                     | Pneus | Tours |
| Pos.   | Catégorie | N° | Écurie                                       | Pilotes                                         | Moteur                      | Pneus | Tours |
| ------ | --------- | -- | -------------------------------------------- | ----------------------------------------------- | --------------------------- | ----- | ----- |
| 1      | GT        | 33 | AF Corse                                     | Andrea Bertolini Mika Salo                      | Maserati MC12 GT1           | P     | 118   |
| 1      | GT        | 33 | AF Corse                                     | Andrea Bertolini Mika Salo                      | Maserati 6.0L V12           | P     | 118   |
| 2      | GT        | 2  | BMS Scuderia Italia                          | Fabrizio Gollin Luca Cappellari                 | Ferrari 550 GTS Maranello   | M     | 117   |
| 2      | GT        | 2  | BMS Scuderia Italia                          | Fabrizio Gollin Luca Cappellari                 | Ferrari 5.9L V12            | M     | 117   |
| 3      | GT        | 8  | Ray Mallock Ltd.                             | Chris Goodwin José Pedro Fontes                 | Saleen S7-R                 | D     | 117   |
| 3      | GT        | 8  | Ray Mallock Ltd.                             | Chris Goodwin José Pedro Fontes                 | Ford 7.0L V8                | D     | 117   |
| 4      | GT        | 17 | JMB Racing                                   | Karl Wendlinger Jaime Melo                      | Ferrari 575 GTC             | M     | 117   |
| 4      | GT        | 17 | JMB Racing                                   | Karl Wendlinger Jaime Melo                      | Ferrari 6.0L V12            | M     | 117   |
| 5      | GT        | 1  | BMS Scuderia Italia                          | Matteo Bobbi Gabriele Gardel                    | Ferrari 550 GTS Maranello   | M     | 116   |
| 5      | GT        | 1  | BMS Scuderia Italia                          | Matteo Bobbi Gabriele Gardel                    | Ferrari 5.9L V12            | M     | 116   |
| 6      | GT        | 3  | Care Racing Developments BMS Scuderia Italia | Stefano Livio Enzo Calderari Lilian Bryner      | Ferrari 550 GTS Maranello   | M     | 116   |
| 6      | GT        | 3  | Care Racing Developments BMS Scuderia Italia | Stefano Livio Enzo Calderari Lilian Bryner      | Ferrari 5.9L V12            | M     | 116   |
| 7      | GT        | 7  | Ray Mallock Ltd.                             | Mike Newton Thomas Erdos                        | Saleen S7-R                 | D     | 116   |
| 7      | GT        | 7  | Ray Mallock Ltd.                             | Mike Newton Thomas Erdos                        | Ford 7.0L V8                | D     | 116   |
| 8      | GT        | 34 | AF Corse                                     | Fabrizio de Simone Johnny Herbert               | Maserati MC12 GT1           | P     | 116   |
| 8      | GT        | 34 | AF Corse                                     | Fabrizio de Simone Johnny Herbert               | Maserati 6.0L V12           | P     | 116   |
| 9      | N-GT      | 99 | Freisinger Motorsport                        | Lucas Luhr Sascha Maassen                       | Porsche 911 GT3 RSR (996)   | M     | 116   |
| 9      | N-GT      | 99 | Freisinger Motorsport                        | Lucas Luhr Sascha Maassen                       | Porsche 3.6L Flat-6         | M     | 116   |
| 10     | N-GT      | 50 | Yukos Freisinger Motorsport                  | Emmanuel Collard Stéphane Ortelli               | Porsche 911 GT3 RSR (996)   | M     | 115   |
| 10     | N-GT      | 50 | Yukos Freisinger Motorsport                  | Emmanuel Collard Stéphane Ortelli               | Porsche 3.6L Flat-6         | M     | 115   |
| 11     | GT        | 11 | G.P.C. Giesse Squadra Corse                  | Philipp Peter Fabio Babini                      | Ferrari 575 GTC             | P     | 115   |
| 11     | GT        | 11 | G.P.C. Giesse Squadra Corse                  | Philipp Peter Fabio Babini                      | Ferrari 6.0L V12            | P     | 115   |
| 12     | GT        | 18 | JMB Racing                                   | Chris Buncombe Bert Longin Sergei Zlobin        | Ferrari 575 GTC             | M     | 115   |
| 12     | GT        | 18 | JMB Racing                                   | Chris Buncombe Bert Longin Sergei Zlobin        | Ferrari 6.0L V12            | M     | 115   |
| 13     | N-GT      | 62 | G.P.C. Giesse Squadra Corse                  | Vincent Vosse Christian Pescatori               | Ferrari 360 Modena GTC      | P     | 115   |
| 13     | N-GT      | 62 | G.P.C. Giesse Squadra Corse                  | Vincent Vosse Christian Pescatori               | Ferrari 3.6L V8             | P     | 115   |
| 14     | GT        | 28 | Graham Nash Motorsport                       | Paolo Ruberti Wolfgang Kaufmann Jamie Wall      | Saleen S7-R                 | D     | 113   |
| 14     | GT        | 28 | Graham Nash Motorsport                       | Paolo Ruberti Wolfgang Kaufmann Jamie Wall      | Ford 7.0L V8                | D     | 113   |
| 15     | N-GT      | 77 | Yukos Freisinger Motorsport                  | Nikolai Fomenko Alexei Vasilyev                 | Porsche 911 GT3 RSR (996)   | M     | 113   |
| 15     | N-GT      | 77 | Yukos Freisinger Motorsport                  | Nikolai Fomenko Alexei Vasilyev                 | Porsche 3.6L Flat-6         | M     | 113   |
| 16     | GT        | 10 | Zwaans GTR Racing Team                       | Val Hillebrand Henrik Roos Rob van der Zwaan    | Chrysler Viper GTS-R        | D     | 112   |
| 16     | GT        | 10 | Zwaans GTR Racing Team                       | Val Hillebrand Henrik Roos Rob van der Zwaan    | Chrysler 8.0L V10           | D     | 112   |
| 17     | GT        | 19 | JMB                                          | Stéphane Daoudi Antoine Gosse Peter Kutemann    | Ferrari 575 GTC             | M     | 112   |
| 17     | GT        | 19 | JMB                                          | Stéphane Daoudi Antoine Gosse Peter Kutemann    | Ferrari 6.0L V12            | M     | 112   |
| 18     | GT        | 26 | DAMS                                         | Beppe Gabbiani Filipe Ortiz                     | Lamborghini Murciélago R-GT | M     | 109   |
| 18     | GT        | 26 | DAMS                                         | Beppe Gabbiani Filipe Ortiz                     | Lamborghini 6.0L V12        | M     | 109   |
| 19     | GT        | 4  | Konrad Motorsport                            | Franz Konrad Walter Lechner, Jr. Toni Seiler    | Saleen S7-R                 | P     | 108   |
| 19     | GT        | 4  | Konrad Motorsport                            | Franz Konrad Walter Lechner, Jr. Toni Seiler    | Ford 7.0L V8                | P     | 108   |
| 20     | N-GT      | 69 | Proton Competition                           | Gerold Ried Christian Ried Maciej Marcinkiewicz | Porsche 911 GT3 RS (996)    | D     | 108   |
| 20     | N-GT      | 69 | Proton Competition                           | Gerold Ried Christian Ried Maciej Marcinkiewicz | Porsche 3.6L Flat-6         | D     | 108   |
| 21     | N-GT      | 59 | Jens Petersen Racing                         | Jens Petersen Kersten Jodexnis Jan-Dirk Lueders | Porsche 911 GT3 RS (996)    | M     | 106   |
| 21     | N-GT      | 59 | Jens Petersen Racing                         | Jens Petersen Kersten Jodexnis Jan-Dirk Lueders | Porsche 3.6L Flat-6         | M     | 106   |
| 22     | N-GT      | 57 | Vonka Racing                                 | Jan Vonka Mauro Casadei                         | Porsche 911 GT3 R (996)     | P     | 105   |
| 22     | N-GT      | 57 | Vonka Racing                                 | Jan Vonka Mauro Casadei                         | Porsche 3.6L Flat-6         | P     | 105   |
| 23     | GT        | 5  | Vitaphone Racing Team Konrad Motorsport      | Michael Bartels Uwe Alzen                       | Saleen S7-R                 | P     | 105   |
| 23     | GT        | 5  | Vitaphone Racing Team Konrad Motorsport      | Michael Bartels Uwe Alzen                       | Ford 7.0L V8                | P     | 105   |
| 24 DNF | GT        | 24 | DAMS                                         | Andrea Piccini Jean-Denis Delétraz              | Lamborghini Murciélago R-GT | M     | 79    |
| 24 DNF | GT        | 24 | DAMS                                         | Andrea Piccini Jean-Denis Delétraz              | Lamborghini 6.0L V12        | M     | 79    |
| 25 DNF | GT        | 13 | G.P.C. Giesse Squadra Corse                  | Emanuele Naspetti Gianni Morbidelli             | Ferrari 575 GTC             | P     | 40    |
| 25 DNF | GT        | 13 | G.P.C. Giesse Squadra Corse                  | Emanuele Naspetti Gianni Morbidelli             | Ferrari 6.0L V12            | P     | 40    |